# Махонёк, Тимофей Андреевич
Тимофей Андреевич Махонёк (1919-2014) — партийный и общественный деятель, Герой Социалистического Труда (1971).

## Биография
Тимофей Махонёк родился 22 января 1919 года в селе Голубовка (ныне — Середино-Будский район Сумской области Украины). Рано остался без родителей. Окончил Путивльский педагогический техникум. С началом советско-финской войны Махонёк был призван на службу в Рабоче-крестьянскую Красную Армию. Участвовал в боях Великой Отечественной войны, после её окончания в звании майора был уволен в запас и приехал во Львов.
Окончил исторический факультет Львовского государственного университета, после чего работал на партийных и хозяйственных должностях во Львовской области Украинской ССР, был первым секретарём Бродовского и Сокальского райкомов КПСС. Особо отличился во время руководства Сокальским районом — за время работы Махонька он стал одним из самых передовых во всей Западной Украине. была значительно расширена производственная и социальная базы.
Указом Президиума Верховного Совета СССР от 8 апреля 1971 года за «выдающиеся успехи, достигнутые в развитии сельскохозяйственного производства и выполнении пятилетнего плана продажи государству продуктов земледелия и животноводства» Тимофей Махонёк был удостоен высокого звания Героя Социалистического Труда с вручением ордена Ленина и медали «Серп и Молот».
С 1979 года — на пенсии. После распада СССР Махонёк активно занимался общественной деятельностью, возглавлял Львовский областной Совет ветеранов, был заместителем председателя Львовского отделения Антифашистского комитета Украины. Скончался 24 августа 2014 года, похоронен на Яновском кладбище Львова.

## Награды
- Герой Социалистического Труда (1971).
- Орден Ленина (1971).
- Орден «Знак Почёта» (26 февраля 1958 года) — за значительные успехи в развитии сельского хозяйства и достижение высоких показателей по производству и заготовкам зерна, сахарной свёклы, мяса, молока и других продуктов сельского хозяйства, за внедрение достижений науки и новых прогрессивных методов по строительству производственных и культурно-бытовых помещений на селе[2].
- Орден Дружбы (4 июня 2014 года, Россия) — за большой вклад в укрепление дружбы и сотрудничества с Российской Федерацией, развитие экономических, научных и культурных связей[3].
- Орден Красного Знамени.
- Орден Отечественной войны I степени.
- Два ордена Отечественной войны II степени.
- Орден Красной Звезды.
- награждён рядом медалей[1].